# Dexter City

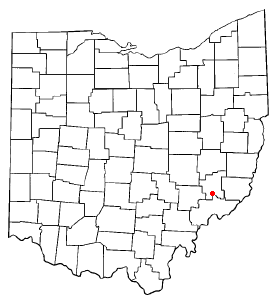
Dexter City na planie stanu Ohio

Dexter City – wieś w USA, w stanie Ohio, hrabstwie Noble.
Liczba mieszkańców w 2010 roku wynosiła 129, a w roku 2012 wynosiła 129.